# Benedetto Della Vedova
Benedetto Della Vedova (ur. 3 kwietnia 1962 w Sondrio) – włoski polityk, deputowany i senator, poseł do Parlamentu Europejskiego V kadencji.

## Życiorys
Ukończył studia ekonomiczne na Uniwersytecie Bocconi w Mediolanie.
Działalność polityczną rozpoczął na początku lat 90., przystępując do ruchu radykałów, skupionego wokół Marca Pannelliego i Emmy Bonino. W 1994 był sekretarzem „Listy Pannelli” w wyborach krajowych, zaś w 1999 uzyskał mandat europosła z ramienia Listy Emmy Bonino. Po sformalizowaniu działalności tego środowiska i powołaniu partii Włoscy Radykałowie został jednym z trzech współprzewodniczących nowego ugrupowania. Funkcję tę pełnił do 2003, rok później bez powodzenia ubiegał się o reelekcję w wyborach do Parlamentu Europejskiego.
Należał do zwolenników powrotu do współpracy radykałów z centroprawicową koalicją Silvia Berlusconi. Gdy jego formacja w 2005 podpisała porozumienie z ugrupowaniami lewicowymi, Benedetto Della Vedova odszedł z partii, stając na czele Liberalnych Reformatorów. Zgłosił swój akces do Domu Wolności, w 2006 z ramienia Forza Italia został posłem do Izby Deputowanych XV kadencji.
W 2008 uzyskał mandat deputowanego XVI kadencji z listy Ludu Wolności, nowej formacji Silvia Berlusconiego. W 2010 zasilił frakcję Przyszłość i Wolność. W 2013 z ramienia koalicji Z Montim dla Włoch został wybrany do Senatu XVII kadencji. W lutym 2014 został podsekretarzem stanu w ministerstwie spraw zagranicznych. Urząd ten sprawował w trzech kolejnych gabinetach do czerwca 2018.
W styczniu 2019 został sekretarzem krajowym ugrupowania +Europa, pełnił tę funkcję do lutego 2023 (z kilkumiesięczną przerwą w 2021). W lutym 2021 objął ponownie funkcję podsekretarza stanu we włoskim MSZ, którą pełnił do końca urzędowania gabinetu Maria Draghiego w 2022. W wyniku wyborów w tym samym roku powrócił w skład Izby Deputowanych.